# Leisnig
Leisnig è una città di 8 249 abitanti della Sassonia, in Germania.
Appartiene al circondario della Sassonia Centrale.

## Storia
Il 1º gennaio 1992 venne aggregato alla città di Leisnig il comune di Minkwitz. Il 1º gennaio 2012 venne aggregato anche il comune di Bockelwitz. 

## Geografia antropica

### Suddivisioni amministrative
Appartiene alla città di Leisnig la municipalità di Bockelwitz, comprendente le frazioni di Altenhof, Altleisnig, Beiersdorf, Bockelwitz, Börtewitz, Clennen, Dobernitz, Doberquitz, Doberschwitz, Görnitz, Großpelsen, Hetzdorf, Kalthausen, Kleinpelsen, Korpitzsch, Kroptewitz, Leuterwitz, Marschwitz, Naundorf, Naunhof, Nicollschwitz, Polditz, Polkenberg, Sitten, Wiesenthal, Zeschwitz, Zollschwitz e Zschokau. Essa è governata da un "consiglio locale" di 5 membri (Ortschaftsrat) e da un "presidente locale" (Ortsvorsteher).